# Firenzuola
Firenzuola es una localidad italiana de la ciudad metropolitana de Florencia, región de Toscana, con 4.937 habitantes.

Ubicación de la ciudad de Firenzuola dentro de la provincia de Florencia.

## Historia
Firenzuola fue fundada por la República de Florencia. La construcción del Castrum Florentiole se inició en 1332 para controlar las incursiones de la poderosa familia gibelinos de Ubaldini, los terratenientes de la zona de los Apeninos del Norte, que hoy incluye Mugello y el Alto Mugello. 
El municipio se constituyó en el tiempo Gran Ducado (hasta 1780) y no ha cambiado su conformación territorial desde la Unificación de Italia hasta la fecha.

### Época reciente
El 10 de agosto de 1968 cayó un meteorito en el área Piancaldoli.

## Geografía física

### Territorio
En el territorio de Firenzuola, Caburaccia en la zona, se encuentra una gran formación rocosa llamada Sasso di San Zanobi.

## Geografía  antropogénica

### Fracciones
- Coniale (307 m);

En el centro hay un camino panorámico une el valle de Santerno con Senio, a través del Paso de Paretaio, bordeando el monte Faggiola. Esta zona estaba anteriormente muy poblada. Hoy hay una taberna en el camino Montanara. Por aquí pasó Garibaldi durante la campaña de Romaña (1849), mientras huía hacia Toscana.
- Moraduccio;

Entre Toscana y Emilia Romagna. Morado cio se halla a la derecha a lo largo de la región fronteriza. En el pasado, era el hogar de una aduanera del Gran Ducado. El Fosso Scoundrel marca la frontera entre Toscana y Romaña. El apelativo de "delincuentes" deriva probablemente del hecho de que una vez el Gran Ducado de Toscana mandó a la reclusión en esos lugares a la gente desagradable.

## Evolución demográfica
| Gráfica de evolución demográfica de Firenzuola entre 1861 y 2001 |
|                                                                  |
| Fuente ISTAT - Elaboración gráfica por parte de Wikipedia        |

## Monumentos y lugares de interés

### Edificios religiosos
- Iglesia de Santa María .
- Iglesia de San Juan Bautista (Firenzuola).
- Abadía de San Pedro en Moscheta, en lo profundo del bosque, fundada en 1034 por San Juan Gualberto.
- Parroquia de San Juan el decapitado en Cornacchiaia de 1025, precedida por un pórtico.
- Iglesia de San Patricio en Tirli, documentada antes siglo XI.

### Arquitectura civil
- Otelo Puccetti.

### Otros puntos de interés
- Cementerio Militar Alemán de Futa.
- Sasso de San Zanobi.
- Plaza Raticosa.

## Cultura

### Educación

#### Museos
- Museo del paisaje histórico de los Apeninos, Moscheta.
- Museo de la Piedra Serena.
- Museo Histórico Etnográfico Bruscoli.

### Personajes vinculados a Firenzuola
- Angelo Simonetti, obispo de la Diócesis de Pescia de 1908 a 1950.
- Leto Casini (16 de abril de 1902-[Florencia 1992), sacerdote.
- Sor Maria Margherita Allegri Diomira del Verbo Encarnado [(26 de abril de 1651-Florencia, 17 de diciembre de 1677, Venerable.